# Filmstaden Heron City

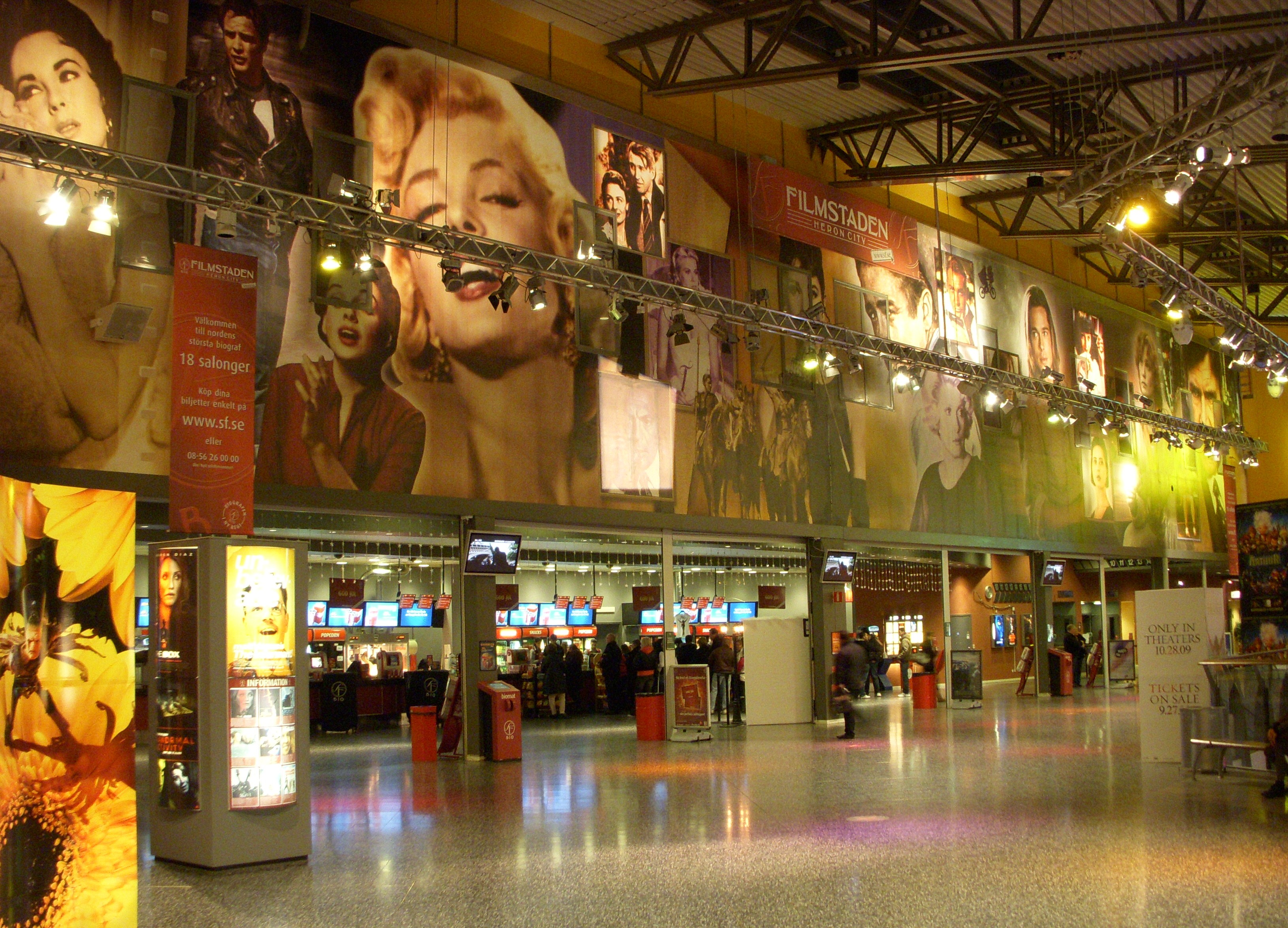
Entrée du Filmstaden Heron City.

Le Filmstaden Heron City est un cinéma multiplexe situé dans le centre commercial Heron City, dans la zone d'activité commerciale Kungens Kurva, au sud-ouest de Stockholm, en Suède. Avec 18 salles et 4 166 sièges, dont deux salles d'une capacité de 500 spectateurs, il est la plus grande salle de cinéma de Suède.
Le multiplexe a été construit lors de la construction du centre commercial en 2001. Le complexe appartenait à l'origine à l'exploitant de salles de cinéma américain AMC Entertainment International, et marquait le début de l'implantation d'AMC en Suède. Après deux années d'exploitation, la société américaine vend le complexe à la société suédoise SF Bio qui le rebaptise de son nom actuel.